# 名取吾朗
名取 吾朗（なとり ごろう、1921年10月30日 - 1992年4月27日）は、日本の作曲家。
陸軍軍楽隊出身。フィリピンに出征。第二次世界大戦後、池内友次郎、小船幸次郎に師事。
創作分野は吹奏楽、室内楽、合唱。作曲家グループ「ニュー・エイトの会」の一員。

## 主な作品
- 吹奏楽のための交響的幻想曲「ルソン」
- 吹奏楽のための「アラベスク」（1973年度吹奏楽コンクール課題曲）
- 吹奏楽のための交響的詩曲「地底」（1974年）
- 吹奏楽のための詩曲「アトモスフィア」（1979年）
- 吹奏楽のための詩曲「永訣の詩」（1982年）
- 祝典序曲「青春の鼓動」（1982年 宇都宮市開催　第六回全国高等学校総合文化祭）
- 吹奏楽のための「風の黙示録」（1990年度吹奏楽コンクール課題曲）
- 合唱「虹をよびさます」